# Frank Wess

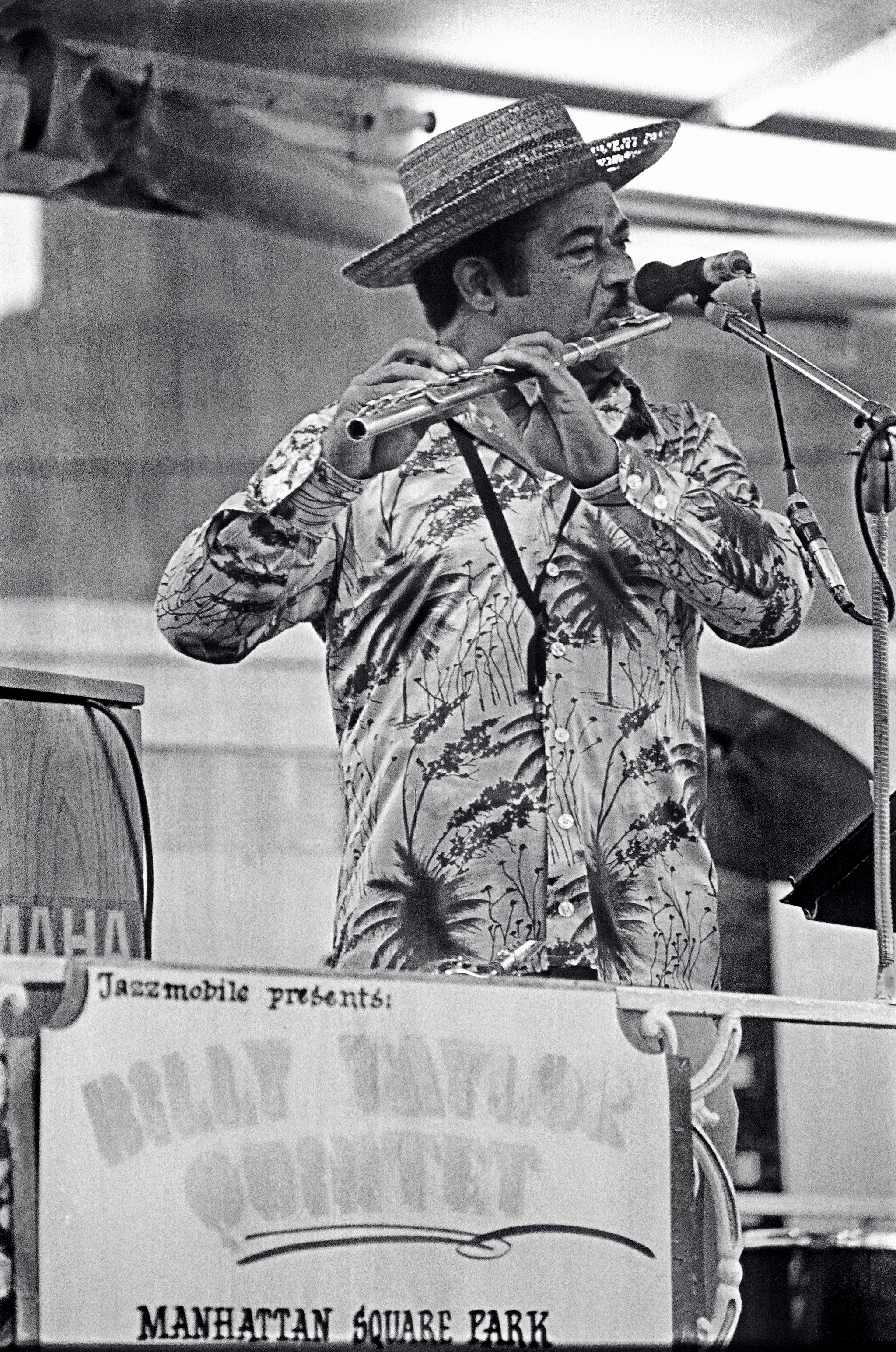
Frank Wess; 1977

Frank Wess (* 4. Januar 1922 in Kansas City; † 30. Oktober 2013) war ein US-amerikanischer Jazz-Saxophonist (Tenor und Alt) und Flötist afroamerikanischer Herkunft, der einem breiten Publikum besonders aus seiner Zeit bei Count Basie bekannt war. 2007 erhielt er die NEA Jazz Masters Fellowship als inspirierter Solist und einer der einflussreichsten Jazzflötisten.

## Leben und Wirken
Wess begann mit klassischer Musik und spielte im Kansas All State High School Orchestra, wechselte dann aber 1935 beim Umzug nach Washington als Saxophonist zu Jazz in Jamsessions mit anderen Studenten wie Billy Taylor und trat mit Blanche Calloway auf. Nach dem Militärdienst im Zweiten Weltkrieg, wo er in einer Militärband spielte, trat er 1946 ins Billy-Eckstine-Orchester ein und spielte 1947/48 bei Lucky Millinder, dann bei dessen Sänger Bullmouse Jackson. Ab 1949 spielte er auch Flöte, die er im weiteren Verlauf seiner Karriere als eigenständiges Instrument im Jazz etablieren konnte. Er studierte das Instrument an der Modern School of Music in Washington. Ab 1953 war er im Count Basie Orchestra tätig, wo er Tenorsaxophon und Flöte (später auf Basies Wunsch hin auch Altsaxophon) spielte und zusammen mit dem anderen „Frank“ in der Band, dem Tenorsaxophonisten Frank Foster, viel zu deren Erfolg in den 1950er Jahren beitrug. Nach Kunzler erinnerte sein fließendes, melodisches Spiel auf der Flöte mit einem luftigen, sauberen Ton an Lester Young, während er auf dem Tenorsaxophon in der Basie-Band eher in dem robusteren Coleman Hawkins Stil ähnlich Herschel Evans spielte, während Frank Foster den lyrischeren Lester Young Stil repräsentierte. Von 1959 bis 1964 gewann er die Down-Beat-Kritiker-Polls für Flöte. 1964 verließ er Basie und spielte auf dem Broadway in Musical-Bands und Begleitbands von Fernseh-Shows (als Studiomusiker bei ABC, z. B. bei den Shows von David Frost und Dick Cavett). Ab 1967 war er auch zeitweise in der Big-Band von Clark Terry und 1974 (als Ersatz für Hubert Laws) in Roland Hannas New York Jazz Quintett. Zwischen 1984 und 1986 führte er eine Combo gemeinsam mit Frank Foster; auch spielte er zehn Jahre in der Carnegie Hall Jazz Band. In den 1980er und 1990er Jahren arbeitete er u. a. mit Mel Tormé, Sweets Edison, Billy Taylor, Benny Carter, Ernestine Anderson, Louie Bellson, 1981 bis 1985 bei der Gruppe Dameronia von Philly Joe Jones und mit dem Toshiko Akiyoshi Jazz-Orchester; seit 1989 leitete er gelegentlich auch eine eigene Bigband. Zu hören ist er auch auf  Butch Miles’ Album Straight on Till Morning (2003). Wess starb Ende Oktober 2013 an Nierenversagen.